# Xuthos
Xuthos (Oldgræsk: Ξοῦθος Xouthos) var konge af Peloponnes og grundlægger (gennem sine sønner) af de arkaiske og ioniske nationer.

## Etymologi
Ifølge forfatteren, Robert Graves, stammer navnet Xuthos fra ordet strouthos og betyder "spurv". Det er ganske sandsynligt at navnet er en variation af Xanthus, hvilket peger i retning af at Xuthos havde "gyldent hår". Alternativt kan det betyde en variation af farven "xouthos", ifølge Liddell og Scott en mellemting mellem xanthos (gul) og pyrros (rød), altså en "nattemørk" eller "dyster" farvekulør. Dette kan refererer til Xuthos' hudfarve, teint, hårfarve eller alle tre ting på én gang.

## Slægt
Xuthos var søn af Hellen og Orseis samt bror til Dorus og Aeolus. Han havde to sønner med Kreousa (Erechtheus' datter) nemlig Ion og Achaios samt en datter, Diomede. Aïklos og Kothos bliver sommetider beskrevet som hans børn. I Euripides' skuespil, Ion, beskrives Xuthos imidlertid som søn af Aeolus og Kyane, og Ion som værende søn af Kreousa og guden Apollon. Xuthos og Kreousa besøger på et tidspunkt Oraklet i Delfi for at spørge om de mon kan håbe på at få et barn, og her bliver Dorus pludselig senere deres søn og ikke Xuthos' bror.